# Găiseni
Găiseni é uma comuna romena localizada no distrito de Giurgiu, na região de Muntênia. A comuna possui uma área de 25.00 km² e sua população era de 5444 habitantes segundo o censo de 2007.